# The Hunger Games: Mockingjay, Part 1 – Original Motion Picture Soundtrack
The Hunger Games: Mockingjay, Part 1 – Original Motion Picture Soundtrack es la banda sonora de la película de ciencia ficción y aventura Los juegos del hambre: sinsajo - Parte 1 (2014), una adaptación cinematográfica de la novela de Suzanne Collins publicada en 2010. Republic Records publicó la banda sonora en los Estados Unidos el 3 de diciembre de 2014.

## Antecedentes

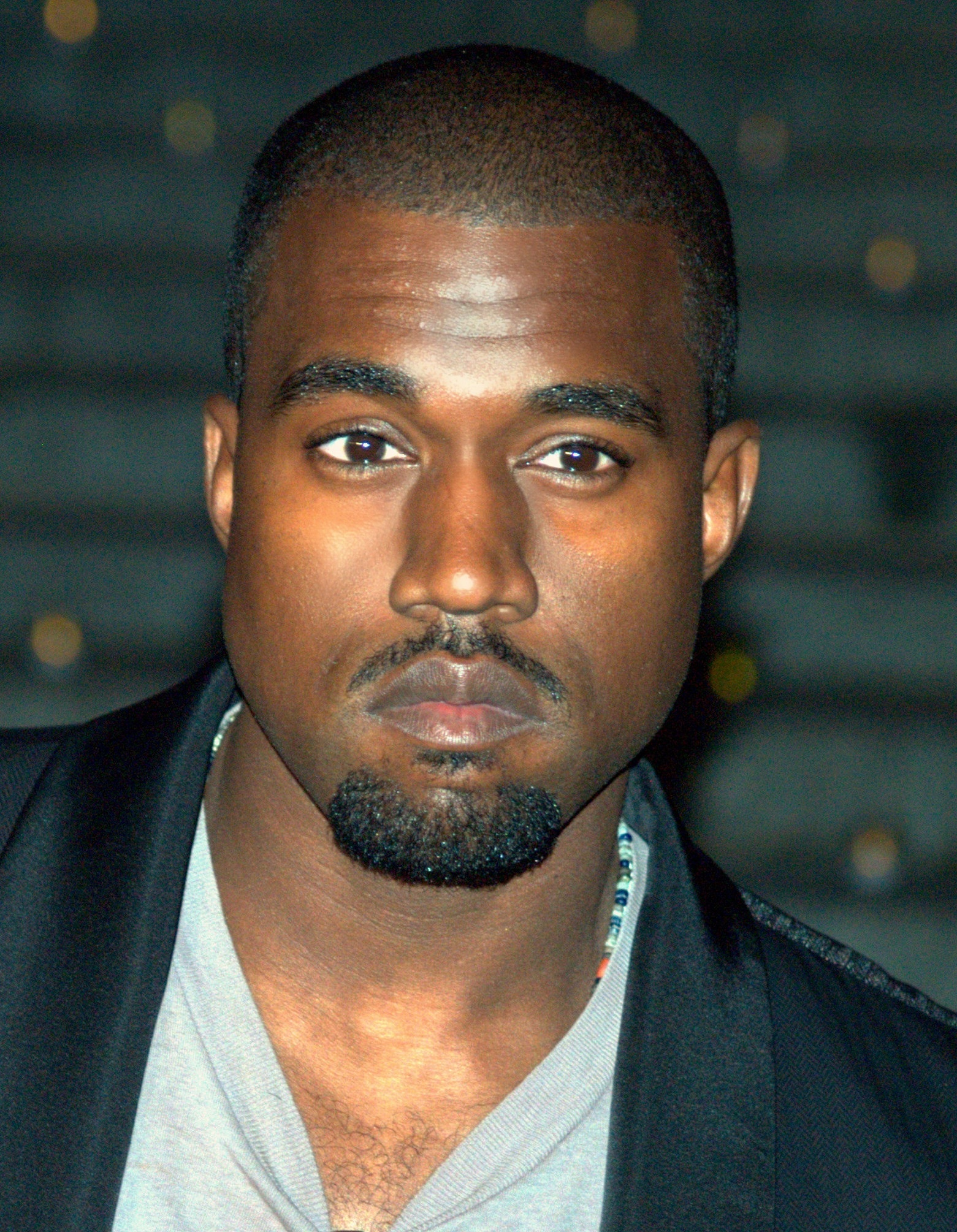
Kanye West remezcló una versión de la canción titulada «Flicker».

En julio del 2014, Consequence of Sound anunció que Lorde interpretaría el tema principal de Los juegos del hambre: sinsajo - Parte 1, y que además sería la encargada de elegir al resto del personal para la banda sonora. Francis Lawrence, director de la película, comentó que:

«Su inmenso talento [de Lorde] y profundo conocimiento de los personajes y temas de Sinsajo no solo le han permitido crear una canción propia que captura completamente la esencia de la película, sino que su visión y pasión por nuestro proyecto la hacen la perfecta fuerza creativa para ensamblar las otras canciones en nuestra banda sonora».

Billboard publicó que Paul Epworth, conocido por trabajar con artistas como Adele y Bruno Mars, produjo la canción para la película. La ingeniería de sonido estuvo a cargo de Matt Wiggins y Eric Romero, y grabaron el tema en un estudio en Lakehouse. El 4 de septiembre, Lorde publicó en su cuenta oficial de Twitter: «I'm a princess cut from marble, smoother than a storm», lo que hizo que los medios especularan que se trataba de un verso de la canción. Más tarde, anunció que el sencillo estaría disponible el 29 de septiembre y que se titula «Yellow Flicker Beat». Efectivamente, estuvo disponible ese día en la tienda digital de iTunes. Kanye West remezcló la canción y la retitularon como «Flicker». Esta versión también apareció en la banda sonora de Sinsajo, y según Zach Dionne de Billboard, tiene influencias de canciones de West como «Clique» y «Runaway» y «haría sonreír» a James Blake y Bon Iver.

## Pistas
| Standard version |                                   | |                                                  |          |  |
| N.º              | Título                            | Escritor(es) | Intérprete(s)                                    | Duración |  |
| 1.               | «Meltdown»                        | Paul Van Haver Ella Yelich-O'Connor Joel Little Kamaal Ibn John Fareed Terrence Thornton Alana Haim Este Haim Danielle Haim | Stromae featuring Lorde, Pusha T, Q-Tip and Haim | 4:01     |  |
| 2.               | «Dead Air»                        | CHVRCHES | CHVRCHES                                         | 3:14     |  |
| 3.               | «Scream My Name»                  | Tove Lo | Tove Lo                                          | 3:34     |  |
| 4.               | «Kingdom»                         | Charlotte Aitchison Rostam Batmanglij Simon Le Bon Holly Hardy                                                              | Charli XCX featuring Simon Le Bon                | 4:04     |  |
| 5.               | «All My Love»                     | Thomas Wesley Pentz Ella Yelich-O'Connor Karen Marie Ørsted Philip Meckseper Boaz de Jong Ariana Grande                     | Major Lazer featuring Ariana Grande              | 3:32     |  |
| 6.               | «Lost Souls»                      | Raury | Raury                                            | 2:53     |  |
| 7.               | «Yellow Flicker Beat»             | Ella Yelich-O'Connor Joel Little                                                                                            | Lorde                                            | 3:54     |  |
| 8.               | «The Leap»                        | Tinashe Kachingwe Andrew Aged Daniel Aged                                                                                   | Tinashe                                          | 4:06     |  |
| 9.               | «Plan the Escape» (Son Lux cover) | Ryan Lott | Bat for Lashes                                   | 2:30     |  |
| 10.              | «Original Beast»                  | Grace Jones Ivor Guest | Grace Jones                                      | 4:21     |  |
| 11.              | «Flicker (Kanye West Rework)»     | Ella Yelich-O'Connor Joel Little Kanye West Mike Dean Noah Goldstein                                                        | Lorde                                            | 4:12     |  |
| 12.              | «Animal»                          | XOV Jonas Saeed Pia Sjöberg                                                                                                 | XOV                                              | 3:18     |  |
| 13.              | «This Is Not a Game»              | Tom Rowlands Miguel Pimentel Ella Yelich-O'Connor                                                                           | The Chemical Brothers featuring Miguel           | 3:14     |  |
| 14.              | «Ladder Song» (Bright Eyes cover) | Conor Oberst | Lorde                                            | 3:14     |  |

| Extended version (digital-only) |                    |                                                                     |                                                 |          |  |
| N.º                             | Título             | Escritor(es)                                                        | Intérprete(s)                                   | Duración |  |
| 15.                             | «The Hanging Tree» | James Newton Howard Suzanne Collins Jeremiah Fraites Wesley Schultz | James Newton Howard featuring Jennifer Lawrence | 3:38     |  |

## Hunger Games Mockingjay Part 1 (Original Motion Picture Score)
| N.º | Título                                     | Duración |  |
| 1.  | «The Mockingjay»                           | 2:39     |  |
| 2.  | «Remind Her Who the Enemy Is»              | 2:29     |  |
| 3.  | «District 12»                              | 3:23     |  |
| 4.  | «Snow's Speech»                            | 3:32     |  |
| 5.  | «Please Welcome Peeta»                     | 3:53     |  |
| 6.  | «Katniss' Nightmare»                       | 2:06     |  |
| 7.  | «The Arsenal»                              | 3:54     |  |
| 8.  | «Incoming Bombers»                         | 4:33     |  |
| 9.  | «Don't Be a Fool Katniss»                  | 1:40     |  |
| 10. | «District 12 Ruins»                        | 3:38     |  |
| 11. | «The Hanging Tree» (con Jennifer Lawrence) | 3:38     |  |
| 12. | «Peeta's Broadcast»                        | 1:45     |  |
| 13. | «Air Raid Drill»                           | 4:31     |  |
| 14. | «It's Gonna Be a Long Night»               | 2:26     |  |
| 15. | «Taunting the Cat»                         | 2:08     |  |
| 16. | «White Roses»                              | 3:25     |  |
| 17. | «District 8 Hospital»                      | 2:07     |  |
| 18. | «The Broadcast»                            | 1:11     |  |
| 19. | «Jamming the Capitol»                      | 3:27     |  |
| 20. | «Inside the Tribute Center»                | 3:44     |  |
| 21. | «Put Me on the Air»                        | 3:10     |  |
| 22. | «They're Back»                             | 2:47     |  |
| 23. | «Victory»                                  | 2:54     |  |